# Кутьино (Волоколамский район)
Кутьино — деревня в Волоколамском районе Московской области России.
Относится к сельскому поселению Чисменское, до муниципальной реформы 2006 года относилась к Чисменскому сельскому округу. Население — 4 чел. (2010).

## Расположение
Деревня Кутьино расположена примерно в 19 км к востоку от центра города Волоколамска, на левом берегу небольшой реки Костянки, впадающей в Большую Сестру (бассейн Иваньковского водохранилища). В деревне три улицы — Долинная, Зелёные Лужки и Охотничья, зарегистрировано три садовых товарищества. Ближайшие населённые пункты — деревни Пристанино, Еднево и Любятино. Связана автобусным сообщением с райцентром.

## Исторические сведения
В «Списке населённых мест» 1862 года Кутино — казённая деревня 1-го стана Клинского уезда Московской губернии по левую сторону Волоколамского тракта, в 43 верстах от уездного города, при колодцах, с 16 дворами и 129 жителями (56 мужчин, 73 женщины).
По данным на 1890 год входила в состав Калеевской волости Клинского уезда, число душ составляло 185 человек.
В 1913 году — 34 двора.
В 1917 году Калеевская волость была передана в Волоколамский уезд.
По материалам Всесоюзной переписи населения 1926 года — деревня Горковского сельсовета Калеевской волости Волоколамского уезда, проживал 171 житель (69 мужчин, 102 женщины), насчитывалось 36 крестьянских хозяйств.
С 1929 года — населённый пункт в составе Волоколамского района Московской области.

## Население
| 1852 | 1859 | 1890 | 1926 | 2002 | 2006 | 2010 |
| ---- | ---- | ---- | ---- | ---- | ---- | ---- |
| 136  | ↘129 | ↗185 | ↘171 | ↘9   | ↘7   | ↘4   |

## Уроженцы
- Волынкин Михаил Николаевич (1925 г.р., д. Кутьино) — кавалер Ордена Отечественной войны II степени.[18]
- Волынкин Сергей Иванович (1906 г.р., д. Кутьино) — кавалер Ордена Красной Звезды.[19]
- Дмитриев Григорий Степанович (1907 г.р., д. Кутьино) — кавалер Ордена Отечественной войны I степени.[20]
- Коновалов Алексей Сергеевич (1920 г.р., д. Кутьино) — кавалер Ордена Славы III степени.[21]
- Карелов Иван Егорович (1909 г.р., д. Кутьино) — кавалер Ордена Славы III степени.[22]
- Карелов Петр Егорович (1919 г.р., д. Кутьино) — кавалер Ордена Славы III степени.[23]
- Павлов Василий Никитович (1927 г.р., д. Кутьино) — кавалер Ордена Красной Звезды.[24]
- Павлов Никита Никитович (1906 г.р., д. Кутьино) — награжден медалью «За отвагу».[25]
- Рыженков Василий Ефимович (1912 г.р., д. Кутьино) — кавалер Ордена Отечественной войны II степени.[26]
- Рыженков Павел Ефимович (1918 г.р., д. Кутьино) — кавалер Ордена Отечественной войны II степени.[27]